# Credito Sammarinese
Il Credito Sammarinese è stata una banca nata nella Repubblica di San Marino a Domagnano il 20 agosto 2003 con un capitale sociale di 13.000.000 euro e posta in liquidazione coatta amministrativa il 12 ottobre 2011.

## Storia
Nel 2011 la banca è stata travolta da uno scandalo dovuto alle presunte collusioni tra i suoi vertici e la criminalità organizzata. In particolare sono emerse operazioni di tentato riciclaggio di denaro proveniente dal narcotraffico riconducibili alla 'ndrangheta calabrese. Le anomalie, denunciate dalle strutture interne dell'istituto, erano state avallate dai suoi vertici. Il direttore Valter Vendemini è stato arrestato il 7 luglio 2011 su ordine del commissario della Legge di San Marino Rita Vannucci. L'accusa è che, come direttore del Credito Sammarinese, abbia acconsentito al deposito di denaro proveniente da attività illecite. Il presidente e fondatore Lucio Amati è stato arrestato il 29 luglio 2011 dal reparto ROS dei carabinieri nell'ambito dell'operazione Decollo Money. Il 31 luglio 2011 anche il vice direttore Sandro Sapignoli è stato arrestato dalla magistratura sammarinese in collaborazione con la Dda (Direzione distrettuale antimafia) di Catanzaro, nonostante avesse segnalato, in precedenza, la pericolosità dell'operazione all' Agenzia di Informazione Finanziaria (AIF) di San Marino. Sapignoli ha lasciato il carcere il 1 agosto 2011. 
Una prima sentenza è già stata pronunciata sulla vicenda; il Tribunale di Catanzaro, infatti, chiamato a pronunciarsi in merito alla vicenda da tre consiglieri di amministrazione della banca che hanno optato per il rito abbreviato, ha assolto con formula piena gli imputati "perché il fatto non sussiste".

## Liquidazione
Il 12 ottobre 2011 la Banca Centrale della Repubblica di San Marino ha disposto la revoca dell'autorizzazione all'esercizio delle attività riservate della banca; il Credito Sammarinese S.p.A., già in regime di amministrazione straordinaria, è stato quindi posto in liquidazione coatta amministrativa.
Il commissario liquidatore e 6 banche sammarinesi hanno sottoscritto un accordo per rilevare parte delle attività e le passività verso la clientela del Credito Sammarinese S.p.A. al fine di assicurare la tutela dei diritti patrimoniali dei risparmiatori.
L'accordo prevede la ripartizione – sia pure per importi diversi – dei depositi tra le seguenti banche:
Banca di San Marino, Banca Agricola Commerciale, Cassa di Risparmio della Repubblica di San Marino, Asset Banca, Banca Partner, Euro Commercial Bank.